# Runhall
Runhall är en by i Brandon Parva, Coston, Runhall and Welborne, South Norfolk, Norfolk i England. Byn är belägen 18 km 
från Norwich. Civil parish hade 169 invånare år 1931. Byn nämndes i Domedagsboken (Domesday Book) år 1086, och kallades då Runhal(a).